# De grote broer
De grote broer is een hoorspel van Wolfgang Graetz. Der große Bruder werd in 21 maart 1962 door de Norddeutscher Rundfunk uitgezonden. Thérèse Cornips vertaalde het en de NCRV zond het uit op maandag 9 januari 1967. De regisseur was Wim Paauw. Het hoorspel duurde 46 minuten.

## Rolbezetting
- Peter van der Linden (Dieter von Plesswitz)
- Wiesje Bouwmeester (zijn moeder)
- Trudy Libosan (Doris, zijn zuster)
- Wim Paauw (Lothar, zijn broer)
- Eva Janssen (Bianca, vrouw van Lothar)
- Paul Deen (dokter Mielbach)
- Dogi Rugani (coassistente van dokter Mielbach)
- Nel Snel (barjuffrouw)
- Paul van der Lek (kelner)
- Frans Somers (automobilist)
- Trudy Libosan (telefoniste)

## Inhoud
Nauwelijks ontwaakt bestookt Dieter von Plesswitz de verpleegster van het psychiatrisch ziekenhuis met vragen die zijn uiterst labiele psychische gesteldheid blootleggen. De reden voor zijn toestand wordt met korte woorden geschetst: sinds zijn vroege jeugd wordt hij als een onmondige behandeld door zijn oudere broer Lothar, die in de ogen van de moeder alles beter kan en alles oogst wat Dieter voorbereid heeft. Lothars “hulp” aan de minder besluitvaardige broer, de vertroeteling door de moeder, het belasterende geduld bij fouten hebben in Dieter het gevoel doen ontstaan dat voor hem alles reeds bereikt is, dat er voor hem geen opdrachten meer overblijven die hij zelf kan de baas worden...